# جورجين هوفمان سيوارد
جورجين هوفمان سيوارد (21 كانون الثاني 1902- 19 أيلول 1992)، عالمة نفس نسوية، اشتهرت ببحثها في الأدوار الجنسية والسلوك الجنسي. ولكونها تعرضت للتمييز على أساس الجنس في الوسط الأكاديمي، كرست حياتها للبحث في الفروقات الجنسية وخبرات الأقليات وتشجيع المرأة للريادة في العلوم.

## سيرة ذاتية
ولدت جورجين جانيت هوفمان في واشنطن في 21 كانون الثاني 1902 لجورجين وكارل هنري هوفمان. توفيت أمها عندما كانت صغيرة وتزوج والدها مجددًا، وترك جورجين لتترعرع في كنف جدها وخالة أبيها في مدينة نيويورك. نالت درجة الإجازة من كلية برنارد للنساء عام 1922، وكان اهتمامها الأولي في الأدب الكلاسيكي، لكنها تخصصت بدلا من ذلك في علم النفس. أتمت مشروع تخرجها في جامعة كولومبيا وحصلت على منحة كورتيس ونالت درجة الماجستير عام 1924. وخلال هذه الفترة التقت خريجا آخر وهو جون بيري سيوارد ج ر الذي تزوجته عام 1927 وبدأت معه تعاونا مهنيا مدى الحياة، وفي عام 1928 نالت شهادة الدكتوراه من جامعة كولومبيا.
عمل كل من جورجين وجون في عدة كليات وجامعات على مدى السنوات، واستقر جون في النهاية في جامعة كاليفورنيا، لوس أنجيلوس، وجورجينا في جامعة كاليفورنيا الجنوبية لنهاية مسيرتهما المهنية. ولدت لهما فتاتان هما باربرا وجوان بيري (جيري). وبعد موت ابنتهما الكبرى باربرا سيوارد برايس بعمر 30 في 3 أيلول 1958، أنشأت عائلة سيوارد س منحة تعليمية في ذكراها في جامعة كولومبيا -حيث درست- تغطي نفقات تعليم الدراسات العامة لطالب في جامعة كولومبيا.
توفي زوجها جون عام 1985، وتوفيت جورجين في 19 أيلول عام 1992 في لوس أنجيلوس، كاليفورنيا.

## المسيرة المهنية
بعد تدريب الدكتوراه، علّمت جورجينا سيوارد في مدينة نيويورك لمدة عام، قبل أن تعود إلى كلية برنارد لتعلم فيها منذ عام 1930 حتى عام 1937. وخلال هذا الوقت، علم زوجها في جامعة كولومبيا. وخلال مسيرتها المهنية في كلية برنارد، تجاهل المسؤولون ترقيتها باستمرار لصالح من هم أقل خبرة منها وأقل قدرة من نظرائها الذكور. وتكررت ذات القصة معها خلال السنوات السبع من عملها في إدارة قسم علم النفس في كلية كونيكتيكت للنساء مع زوجها. دفعتها السنوات الأربع عشرة دون اعتراف بقدراتها وإنجازاتها للبحث لمعالجة قضايا تتعلق بالدور النسائي.
ومنذ العام 1937 حتى العام 1944، بدأ كل من جورجين وجون سيوارد معا بإدارة قسم علم النفس في كلية كونيكتكيت للنساء. وهنا عمل الزوجان بتعاون وثيق مع الكثير من الباحثين البارزين في ذاك الوقت، مثل هاري وليتا هولينغورث وأوتو كلينيبرج وجاردنر ولويس مورفي وروبرت وودورث. وقد أعطاها وجودها في كلية كونيكتيكت خلال فترة الحرب العالمية الثانية الفرصة لتلتقي بالعديد من علماء النفس الألمانيين البارزين  الذين كانو يخلون ألمانيا النازية ومنهم فولفجانج كولر وماكس فيرثيمير وكارل بولر وشارلوت بولر.
نشرت سيوارد عام 1944 واحدة من أوائل مقالاتها المهمة بعنوان «التأثيرات النفسية للدورة الشهرية على النساء العاملات»، أثبتت فيها أن الدورة الشهرية لا تؤثر على أداء للنساء العاملات، مبينة زيف خرافة العجز بسبب الدورة الشهرية.
في عام 1944 تركت جورجين وزوجها كلية كونيكتيكت، ونالت جورجين وظيفة تعليمية في كلية سيمونز، وجون سيوارد في جامعة بوسطن. وفي عام 1946قبل الزوجان وظائف في الساحل الغربي وانتقلا إلى كاليفورنيا، حيث انضم إلى الهيئة التدريسية في جامعة كاليفورنيا، لوس أنجيلوس، وانضمت جورجين إلى الهيئة التدريسية في جامعة كاليفورنيا الجنوبية، حيث بقيت حتى تقاعدها عام 1972. علّمت جورجين في جامعة كاليفورنيا الجنوبية علم نفس الشخصية وعلم النفس الاجتماعي وعلم النفس السريري، وأدارت برنامج التدريب العيادي. ومن هناك بدأت أيضا العمل بالممارسة الخاصة بجانب مهامها التدريسية. كانت استشارية عيادية أيضا في مشفى إدارة المحاربين القدماء، ومشفى ميتروبوليتان الحكومي، وعيادة ديدي هيرسك للصحة النفسية. واستمرت بالعمل في الممارسة الخاصة حتى عام 1978.
كان كلا الزوجين مناهضين مخلصين للفاشية واشتراكيين، وخلال الخمسينيات في فترة محاكمات جوزيف ماكارثي، وضع الزوجان تحت التدقيق في قضية قسم الولاء المثيرة للجدل. (سارجينت، 1993).
استمرت جورجين بعملها في كاليفورنيا في دراسات الجندر والأقليات، نشرت عملين مهمين عن الجندر (النوع الاجتماعي للفرد)، وهما من أوائل النصوص من نوعهما. كان الأول: «الصراع الثقافي والدور الأنثوي: دراسة تجريبية» (1945). بحثت سيوارد  في هذه الدراسة اتجاهات الأفراد تجاه النساء في أمريكا بعد الحرب، وقد وجدت أن الاتجاهات نحو النساء والأدوار التي يحتلنها متنوعة وتعتمد بشكل كبير على السياق (كانت العائلات الأمريكية في فترة بعد الحرب في حالة انتقال من بنية ذكورية إلى بنية أكثر ديمقراطية)، ما قادها للاعتقاد بأن هذه الاتجاهات كانت نتيجة للتنشئة الاجتماعية للأدوار الجنسية. أما الثاني فكان كتاب «الجنس والنظام الاجتماعي» (1946)، وفي هذا الكتاب لخصت سيوارد معظم الدراسات السابقة عما يسمى الفروقات الجنسية أو غياب الفروقات. عادت إلى هذه الاهتمامات مرة أخرى في مسيرتها، وشاركت بتأليف كتابين إضافيين وهما: الأدوار الجنسية في مجتمع متغير (1970) والفروقات الجنسية: العقلية والمزاجية (1980).
بدأت سيوارد  خلال وجودها في كاليفورنيا ببحث كيف تؤثر الثقافة وحالة الأقلية على العلاجات السريرية. وهنا نشرت كتابين آخرين وهما: العلاج النفسي والصراع الثقافي (1956) ودراسات عيادية في الصراع الثقافي (1958). بحثت سيوارد  في هذين الكتابين العصابية الفريدة والضغط النفسي الذي تختبره الأقليات. ولكون هذين الكتابين أثرا على بحوث علم النفس الاجتماعي والممارسة السريرية، فهما يعتبران غالبا أهم ما أسهمت به في هذا المجال. وخلال ماتبقى من مسيرتها المهنية، استمرت بالقيام بهذا العمل، وتشجيع النساء الأخريات عليه.
تقاعدت سيوارد عام 1972 كأستاذة فخرية في جامعة كاليفورنيا الجنوبية، في ذات الوقت الذي تقاعد فيه جون من جامعة كاليفورنيا لوس أنجيلوس. واستمرت بالممارسة السريرية الخاصة لمدة 15 عاما، وعادت للتعاون النشط مع زوجها. وتأثير سيوارد  المستمر يعرفه مختصو علم النفس النسويون والعاملون في العيادات، واعتُبرت كتبها مثل «العلاج النفسي والصراع الثقافي 1956» و «دراسات سريرية في الصراع الثقافي 1958» مؤثرة لدى الأخصائيين في هذا المجال. شجعت ملاحظاتها واهتمامها بتأثيرات وضع الأقلية على تحفيز فهم أوسع لكيفية تشكل الضغط الاجتماعي من التأثيرات الثقافية على ديناميكيات المريض والمعالج (سيوارد 1956). بالإضافة إلى فكرة أن المريضة الأنثى يجب أن تتاح لها الفرصة لمعالجتها من أخصائية أنثى.
كانت الدكتورة جورجين هوفمان سيوارد باحثة متفانية وأخصائية سريرية ومستشارة، بقيت في عملها حتى عام 1987؛ ومنحت في هذا العام، أي قبل خمس سنوات من وفاتها، جائزة عالم النفس المميز من رابطة ولاية كاليفورنيا النفسية تقديرا لريادتها في التعليم والبحث وخدمة المجتمع.